# Daniel Schydlowsky Rosenberg
Daniel Moisés Schydlowsky Rosenberg (pronunciado /Sjudlóvski/ en fonética española; Lima, 20 de abril de 1940) es un economista, consultor y catedrático peruano.

## Biografía
Es hijo de Luis Schydlowsky y Gertrude Rosenberg, judíos que llegaron a Perú a finales de los años 30.

### Carrera académica
Ingresó a la Universidad Nacional Mayor de San Marcos en la cual obtuvo el título de Economista (julio de 1961) y de Bachiller en derecho (septiembre de 1961)
Se graduó como Master of Arts (1964) y luego como Ph.D. en Economía (1966) en la Universidad de Harvard. 
Desde 1962 a 1972 laboró en la Universidad de Harvard como Investigador Asociado del Centro para Asuntos Internacionales, miembro de la Facultad de Administración Pública y profesor Asistente de Economía. 
En 1972 ingresó a la Universidad de Boston como profesor titular de Economía. También fue Investigador del Centro de Estudios de Desarrollo de América Latina (CLADS) y Director de este centro de 1983 a 1987. Luego de ejercer la dirección, continuó como investigador hasta 1990.
En 1990 fue contratado como profesor titular de Economía en la American University
Ha sido Investigador Visitante del Instituto Truman para la Paz de la Universidad Hebrea de Jerusalén.
En el período académico 2009-2010 fue Profesor Visitante Robert F. Kennedy en la Escuela de Gobierno John F. Kennedy de la Universidad de Harvard. En esta misma casa de estudios se desempeñó como Académico (Fellow) del Centro David Rockefeller para Estudios Latinoamericanos y Senior Fellow en el Centro Mossavar-Rahmani para Negocios y Gobierno.

### Carrera profesional
Trabajó como asesor de la CEPAL, asesor del PNUD, del Banco Mundial, del Banco Interamericano de Desarrollo, de la Organización Internacional del Trabajo y en la Agencia de los Estados Unidos para el Desarrollo Internacional.
En las elecciones generales de 1990 asesoró en materia económica al candidato Alberto Fujimori. Sin embargo, a pocas semanas de que Fujimori asuma la presidencia renunció al equipo de asesores porque discrepaba con el tratamiento del reajuste económico.
Durante el gobierno de Alejandro Toledo, se desempeñó como Consejero Presidencial en Asuntos Económicos de 2001 a 2002.
En 2002 fue nombrado como Presidente de la Corporación Financiera de Desarrollo (COFIDE). Permaneció en el cargo hasta 2006.
En septiembre de 2003 el Congreso de la República lo designó como miembro del directorio del Banco Central de Reserva del Perú, cargo en el que estuvo hasta 2006.
Fue miembro del equipo técnico de transferencia de gobierno del partido Gana Perú, cuyo líder Ollanta Humala resultó elegido en las elecciones generales del Perú de 2011. 
En agosto de 2011 fue nombrado Superintendente de Banca, Seguros y Administradoras de Fondos de Pensiones cargo al cual formuló su renuncia el 13 de noviembre de 2015 al ser cuestionado.
Como Superintendente, fue nombrado como Presidente de la Asociación de Supervisores Bancarios de las Américas (ASBA) y del comité directivo de la Alliance for Financial Inclusion (AFI). Ha sido miembro del directorio de la Asociación de Supervisores de Seguros de América Latina (ASSAL) y del comité ejecutivo de la International Association of Insurance Supervisors (IAIS).

## Publicaciones
Ha publicado 8 libros y más de 80 artículos en revistas académicas.
- Decision Making for Economic Development (1971) con G.G Papaneck y J.J Stern
- Money in the Multinational Enterprise: A Study of Financial Policy (1973) con S. Robbins y R. Stobaugh
- Anatomía de un fracaso económico: Perú 1968-1978 (1979), con Juan Julio Wicht
- La promoción de exportaciones no tradicionales en el Perú: una evaluacion crítica (1983) con Shane Hunt y Jaime Mezzara.
- Elementos Técnicos para una Estructuración de Incentivos Industriales en el Ecuador (1985) con Shane Hunt, Santiago Levy, Rodrigo Parot y Martha Rodríguez
- La debacle peruana: ¿dinámica económica o causas políticas? (1989)
- Structural Adjustment: Retrospect and Prospect (1995)
- Modelo económico peruano de fin de siglo: alcances y límites (1996), con Jürgen Schuldt
- The Peruvian Economy Circa 1990: Structure and Consequences (1996)
- Emerging Financial Markets (2000) con L. Sawers

## Reconocimientos
- Doctor honoris causa por la Universidad Nacional Mayor de San Marcos (2016).
- Premio Edward W. Claugus (2015) por su contribución al desarrollo de la inclusión financiera en el Perú
- Honores Omicron Delta Epsilon en Economía